# Amos Rex
Amos Rex ("Koning Amos") is een museum voor beeldende kunst in Helsinki. Het is het grootste particuliere kunstmuseum in Finland. Het is voortgekomen uit het Amos Anderson Kunstmuseum (Fins: Amos Andersonin taidemuseo, Zweeds: Amos Andersons konstmuseum). Nadat dit sinds 1965 gevestigd was in een beeldbepalend gebouw aan de Yrjönkatu, werden de collectie en de activiteiten verplaatst naar het nieuwgebouwde ondergrondse Amos Rex onder het plein Lasipalatsi, dat geopend werd op 30 augustus 2018.

## Museum

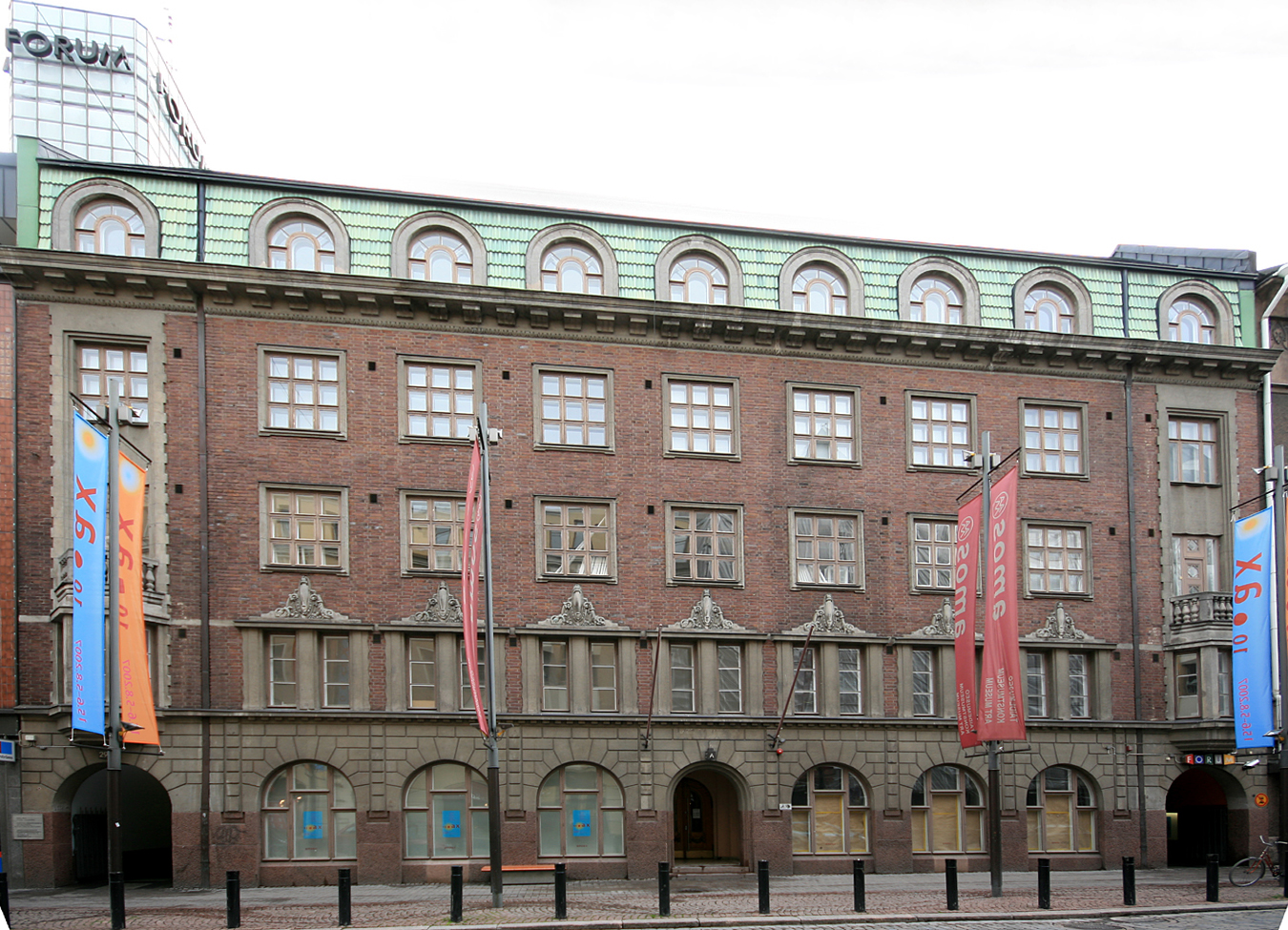
Het oude Amos Anderson Kunstmuseum

Het museum dankt zijn naam aan de krantenmagnaat Amos Anderson, eigenaar van de Zweedstalige Finse krant Hufvudstadsbladet en een beschermheer van de kunsten. In 1913 gaf Anderson de architecten Wäinö Palmqvist en Einar Sjöström de opdracht een gebouw te ontwerpen op de Yrjönkatu, dat zowel zijn woonvertrekken moest herbergen als de kantoorruimte voor zijn bedrijven. Na Andersons dood in 1961 werd het gebouw omgebouwd tot een museum, dat in 1965 zijn deuren opende voor het publiek.
De collectie van het Amos Anderson Kunstmuseum omvat ongeveer 6000 werken, voornamelijk schilderijen, sculpturen, tekeningen, prenten en foto's. Het museum concentreert zich op 20ste-eeuwse kunst. De oudste werken zijn afkomstig uit de persoonlijke kunstverzameling van Amos Anderson. Uit diens privévertrekken zijn er ook collecties textiel, meubels, glaswerk en keramiek. Ook de schilderijencollectie van de architect en kunstcriticus Sigurd Frosterus (1876-1956), die grote invloed uitoefende op Finse schilders van zijn tijd, is in het museum ondergebracht. Het bezit schilderijen van Francesco Bassano (Aanbidding der koningen), Paul Signac, Louis Valtat, Roger Fry, Willy Finch (Gezicht op Fiesöle), Ragnar Ekelund, Magnus Enckell, Eero Nelimarkka, Tyko Sallinen en Tove Jansson (Fantasy). Bij nieuwe aankopen concentreert het museum zich op het Finse modernisme en andere eigentijdse kunst in haar verschillende verschijningsvormen. Er zijn 8 à 12 tentoonstellingen per jaar.

## Amos Rex

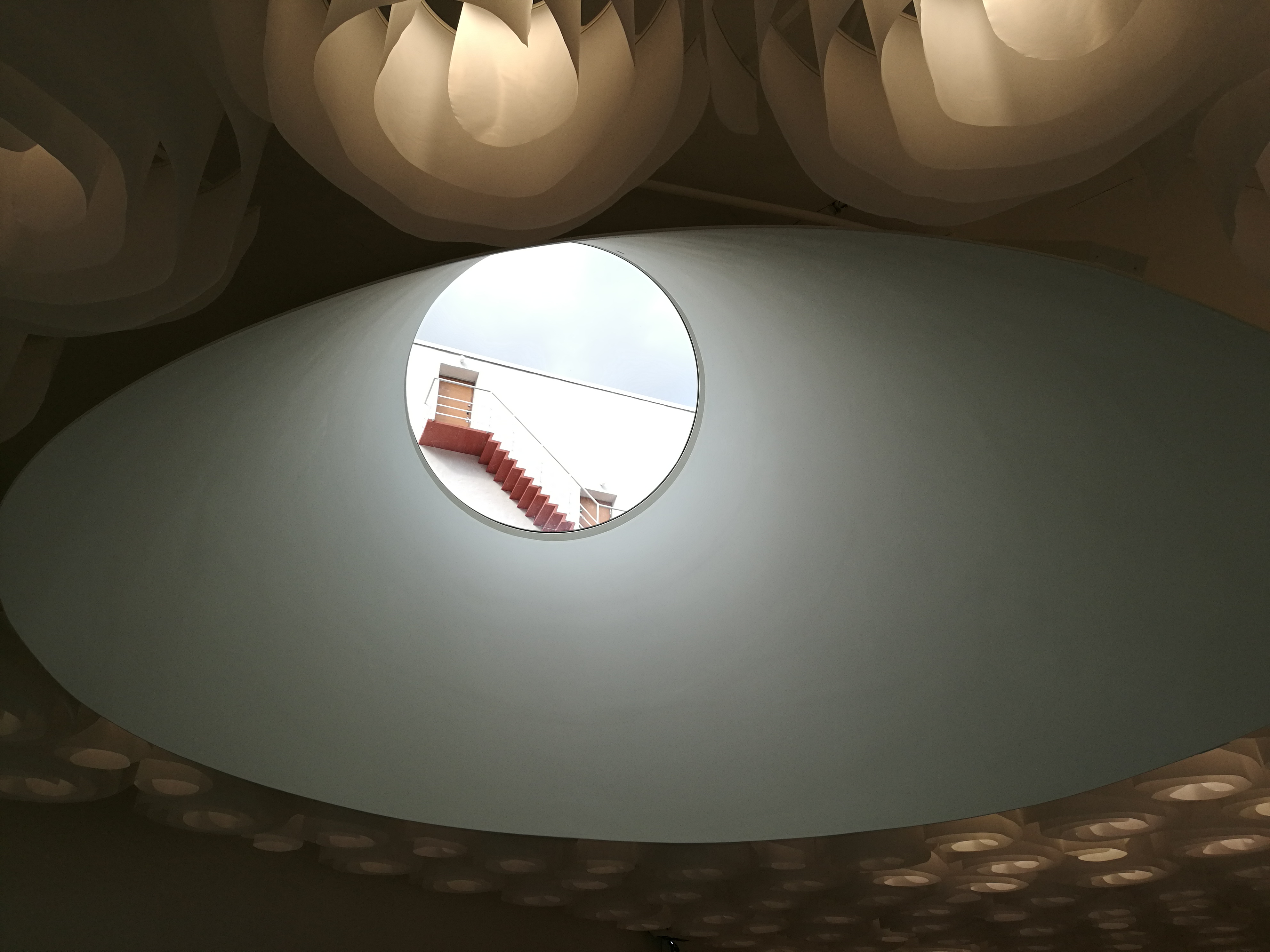
Amos Rex, interieur

Onder het Lasipalatsi-plein, niet ver van het oorspronkelijke museum, is een ondergronds museum Amos Rex gebouwd, dat al in de eerste weken na de opening op 30 augustus 2018 meer dan 10.000 internationale bezoekers trok. Het is ontworpen door JKMM Architects, heeft naar schatting 50 miljoen euro gekost en gebruikt ook bovengrondse faciliteiten in het Lasipalatsi-gebouw. Het stadsbestuur van Helsinki besloot in december 2013 het perceel voor het museum te reserveren. De financiering werd verzorgd door de Finse-Zweedse kunststichting Konstsamfundet. Het plan voor Amos Rex kwam nadat een project voor een Guggenheim Museum bij de haven van Helsinki, dat 138 miljoen dollar zou gaan kosten, na jarenlange discussies was afgeblazen. De bouw van Amos Rex begon in januari 2016, de opening vond plaats op 30 augustus 2018.

## Luckan
In verband met de inrichting van Amos Rex was het Amos Anderson Kunstmuseum sinds 5 september 2017 gesloten. Het gebouw kreeg na de opening van Amos Rex een nieuwe functie doordat er begin 2019 de organisatie Luckan (Zweeds voor "loket") gehuisvest werd. Dit netwerk van Fins-Zweedse culturele centra, opgericht in 1992, is actief in twaalf Finse steden. Het organiseert culturele evenementen, themadagen en persconferenties en biedt informatie over de Fins-Zweedse samenleving ("Svenskfinland"). Net als het Amos Anderson Kunstmuseum, waarvan Luckan het gebouw in gebruik heeft genomen, en Amos Rex wordt het gefinancierd door het culturele fonds Konstsamfundet dat in 1940 door Amos Anderson is opgericht.